# قافیه‌هایی برای مهدکودک
قافیه‌هایی برای مهدکودک (به انگلیسی: Rhymes for the Nursery) یا شعرهایی برای مهدکودک، مجموعه‌ای از اشعار انگلیسی است که توسط دو خواهر به نام‌های جین تیلور و آن تیلور در سال ۱۸۰۶ در شهر لندن منتشر شده‌است.
«چشمک بزن ستاره کوچولو»، یکی از شعرهای شناخته‌شده و مشهور این مجموعه است.